# Roshdi Rashed
Roshdi Hifni Rashed (* 5. April 1936 in Kairo) ist ein ägyptisch-französischer Wissenschafts- und Mathematikhistoriker. Er befasst sich insbesondere mit mittelalterlicher islamischer Mathematik.
Roshdi Rashed (arabisch رشدي راشد Ruschdī Rāschid) ist emeritierter Professor an der Universität Paris VII und Forschungsdirektor des CNRS. Er war bis 2001 Direktor des Centre d’Histoire des Sciences et Philosophies Arabes et Médiévales in Paris  und war 1984 Gründer und bis 1993 Direktor der wissenschaftshistorischen Forschungs-Gruppe REHSEIS (Recherches en Épistémologie et Histoire des Sciences et des Institutions Scientifiques) des CNRS.
1994 bis 1997 war er Professor an der Universität Tokio, an der er außerdem eine Ehrenprofessur hat. 1984 erhielt er einen Doctor d’État an der Universität Paris. 1986 und 1993 war er am Institute for Advanced Study.
1977 erhielt er die Bronzemedaille des CNRS, 2001 die Medaille der CNRS, 1999 die Avicenna-Goldmedaille der UNESCO und 1991 die Koyré-Medaille der Academie Internationale d’Histoire des Sciences. 2007 erhielt er den König-Faisal-Preis (für Islamische Studien), 1999 den Preis und die Medaille der Kuwait Foundation for the Advancement of Science, 2017 den Kenneth-O.-May-Preis. Er ist Mitglied der Académie royale des Sciences, des Lettres et des Beaux-Arts de Belgique und der tunesischen Akademie Bayt al-Hikma. 1989 wurde er Ritter der Ehrenlegion.

## Schriften
- als Hrsg.: Encyclopedia of the History of Arabic Science, 3 Bände, Routledge, London / New York 1996.
- als Hrsg.: Histoire des sciences arabes, 3 Bände, Paris: Seuil 1997
- History of arabic sciences and mathematics, mehrere Bände, Routledge, ab 2011
- als Hrsg. mit J. Jolivet: Études sur Avicenne. Paris 1984.
- Entre Arithmétique et Algèbre. Recherches sur l’Histoire des Mathématiques Arabes, Paris: Belles Lettres 1984
  - Englische Übersetzung: The development of Arabic mathematics: between arithmetic and algebra, Kluwer 1994
- D’al-Khwarizmi à Descartes: étude sur l’histoire des mathématiques classiques, Paris: Hermann 2011
- mit Hélène Bellosta Ibrāhīm Ibn Sinān, logique et géométrie au Xe siècle, Leiden: Brill 2000
- Optique et mathématiques: recherches sur l’histoire de la pensée scientifique en arabe, Aldershot: Variorum 1992
- Géométrie et Dioptrique au Xe siècle: Ibn Sahl, al-Quhi et Ibn al-Haytham, Les Belles Lettres, Paris, 1993.
- Les mathématiques infinitésimales du IXe au XIe siècle, 5 Bände, London, al-Furqan Islamic Heritage Foundation, 1996–2006 (jeweils mit arabischen Texten und der französischen Übersetzung)[4]
  - Band 1: Fondateurs et commentateurs: Banu Musá, Ibn Qurra, Ibn Sinân, al-Khâzin, al-Quhi, Ibn al-Samh, Ibn Hud, 1996
  - Band 2: Ibn al-Haytham, 1993
  - Band 3: Ibn al-Haytham: Théorie des coniques, constructions géométriques et géométrie pratique, 2000
  - Band 4: Ibn Al-Haytham: Méthodes géométriques, transformations ponctuelles et philosophie des mathématiques, 2001
  - Band 5: Ibn al-Haytham: Astronomie, géométrie sphérique et trigonométrie, 2006
- mit B. Vahabzadeh: al-Khayyam mathématicien, Paris: Librairie Blanchard, 1999 (englische Übersetzung (ohne arabische Texte): Omar Khayyam. The Mathematician, New York 2000)
- als Hrsg.: Thabit ibn Qurra: Science and Philosophy in Ninth-Century Baghdad, de Gruyter 2009
- mit Jean Jolivet: Oeuvres philosophiques et scientifiques d’al-Kindī, Leiden: Brill, 2 Bände 1997
- Apollonius de Perge: Coniques: texte grec et arabe, 7 Bände, de Gruyter 2008–2010
- Diophant Les arithmétiques, Paris: Belles Lettres 1984 (arabisch/französisch) (die arabische Ausgabe erschien schon 1975 in Kairo, L’art de l’algèbre de Diophant)
- mit Christian Houzel: Les “Arithmétiques” de Diophante, Berlin: De Gruyter 2013, ISBN 978-3-11-033593-4, doi:10.1515/9783110336481.
- Sharaf al-Din al-Tusi, Œuvres mathématiques. Algèbre et Géométrie au XIIe siècle, Paris: Belles Lettres 1986
- L’Optique et la Catoptrique d’al-Kindī, Leiden: Brill 1997
- Les Catoptriciens grecs. I : Les Miroirs ardents, Paris: Les Belles Lettres 2000
- L’idée de l’algèbre selon Al-Khwarizmi, Fundamenta Scientiae, Band 4, 1983, S. 87–100
- L'hydrostatique de Ménélaüs. Introduction, édition et traduction. (Scientia Graeco-Arabica, 27). De Gruyter, Berlin; Boston 2020.

Mit Christian Houzel und Gilles Christol ist er auch Herausgeber und Kommentator einer Neuausgabe der zahlentheoretischen Arbeiten von Pierre de Fermat nach Paul Tannerys Ausgabe (Paris: Blanchard 1999).